# السودان (العرش)

تعديل مصدري - تعديل

السودان هي إحدى قرى عزلة العرش بمديرية العرش التابعة لمحافظة البيضاء، بلغ تعداد سكانها 1689 نسمة حسب تعداد اليمن لعام 2004.
واشهر اماكنها الجامع القديم الكائن بالحارة القديمة ومدرسة الحسين بن علي بالسودان الكائنة بمنطقة المناجد ومن اشهر شخصياتها
العاقل علي ناصر عبدالله السوداني وهو شاعر وكاتب والاستاذ محمد علي السوداني وهو كاتب وتربوي وناقد ومحلل سياسي بارع 